# 瓦氏底鰕鱂
瓦氏旗鱂為輻鰭魚綱鯉齒目假鰓鱂科的其中一種。

## 分布
本魚分布於非洲象牙海岸東部及迦納西部的森林溪流。

## 特徵
本魚體色為黃綠色，有藍色光澤。魚體上佈滿許多縱向紅褐色條紋，鰓蓋後面和頭部有斜條紋。背鰭和臀鰭相對稱，鰭的中央為黃色或橘色寬帶，邊緣為紅棕色。體長約6公分。

## 生態
本魚棲息水草密佈小溪或沼澤，性其溫和，屬肉食性，以蠕蟲、甲殼動物與昆蟲等為食。卵在孵化時，需要在潮濕的泥炭沼澤中約2個月。

## 經濟利用
為體色鮮艷的觀賞魚，較喜歡有陰影長有水草的魚缸。